# Voo Air Algérie 6289
O voo Air Algérie 6289 partiu da cidade de Tamanghasset e tinha como destino a cidade de Argel, capital da Argélia. Em 6 de março de 2003 às 15h45 a aeronave Boeing 737-200 precipitou-se no sudeste da cidade de Tamanghasset.
Dos 97 passageiros morreram, apenas um sobreviveu. Os seis tripulantes morreram. O único sobrevivente foi o soldado Youcef Djillali, de 28 anos de idade.